# フォニックス (芸能プロダクション)
株式会社フォニックス（英: Phonics Co.,Ltd.）は、日本の芸能事務所。フリーアナウンサーのマネジメントを専門とする。共同テレビジョン（共テレ）の子会社で、フジ・メディア・ホールディングス (FMH) からは孫会社にあたる。

## 概説
共同テレビ、フジテレビジョン、セント・フォースの3社が共同で、2008年10月30日に設立した。
本社を東京都中央区築地（共同テレビ本社所在フロア）、マネジメント事務所を東京都渋谷区恵比寿（セント・フォース本社所在部屋）にそれぞれ置いている。
初代社長の細川邦夫は、共同テレビジョン取締役。

## 所属アナウンサー
- 八木亜希子 - 2000年までフジテレビ所属。
- 小島奈津子 - 2002年までフジテレビ所属。
- 滝川クリステル
- 高島彩 - 2010年までフジテレビ所属。
- 中野美奈子 - 2012年8月までフジテレビ所属。
- 本田朋子 - 2013年9月30日までフジテレビ所属。
- 三田友梨佳 - 2023年3月31日までフジテレビ所属[4]。

※八木、小島、滝川は設立と同時に共同テレビから移籍した。

### パートナーシップ
- 城ヶ崎祐子 - 1997年までフジテレビ所属。
- 岡田友香 - 元仙台放送。